# Ivanka Trump
Ivanka Marie Adut, ameriška poslovnica, političarka, * 30. oktober 1981, New York.
Poročena je z ameriškim poslovnežem Jaredom Kushnerjem. Ivanka je hčerka in svetovalka ameriškega predsednika Donalda Trumpa.